# José Augusto (cantante)
José Augusto Cougil (Río de Janeiro, 16 de agosto de 1953) es un cantante y compositor brasileño

## Biografía
Se inició en 1973, en interpretar sus baladas románticas, tanto en portugués como en español. Ha vendido alrededor de 25 millones de discos en todo el mundo, con giras que lo han llevado por Sudamérica, Cuba (nación donde es especialmente querido), Estados Unidos, media Europa y algunos países africanos. Después de Roberto Carlos y Nelson Ned, es el artista brasileño que más discos ha vendido en países de habla hispana y sigue siendo el único brasileño que ha ganado el premio Olé, concedido en España.
Es el artista con mayor número de canciones incluidas en telenovelas brasileñas: la pieza que lo consagró es Aguenta Coraçao, tema de apertura de la telenovela Acto de amor . En otra telenovela, Terra Nostra, se puede escuchar varias veces su relectura de O sole mio .

## Discografía
- 1973 - José Augusto
- 1974 - Palavras, Palavras
- 1976 - José Augusto
- 1977 - Mi primer amor
- 1978 - Doce Engano
- 1979 - Yo Esqueci de Viver
- 1980 - Oye
- 1981 - Querer y Perder
- 1982 - Santa Teresa
- 1983 - Vivencias
- 1984 - Sem preconcebido
- 1985 - Amantes
- 1986 - José Augusto
- 1987 - José Augusto
- 1988 - yo era ue
- 1990 - Agüenta Corazón
- 1992 - Querer é Poder
- 1994 - Largo de todo
- 1995 - Cuerpo y Corazón
- 1996 - Nosso Amor es Assim
- 1997 - Por Eu Ter Me Machucado
- 1999 - Minha Vida (Acústica)
- 1999 - José Augusto Ao Vivo
- 2000 - Prisión
- 2001- De Volta Pro Interior
- 2008 - Agüenta Corazón Ao Vivo (CD y DVD)
- 2012 - Na Estrada ao vivo (CD y DVD)
- 2014 - Quantas Luas
- 2016 - Duetos